# Schoenspanner

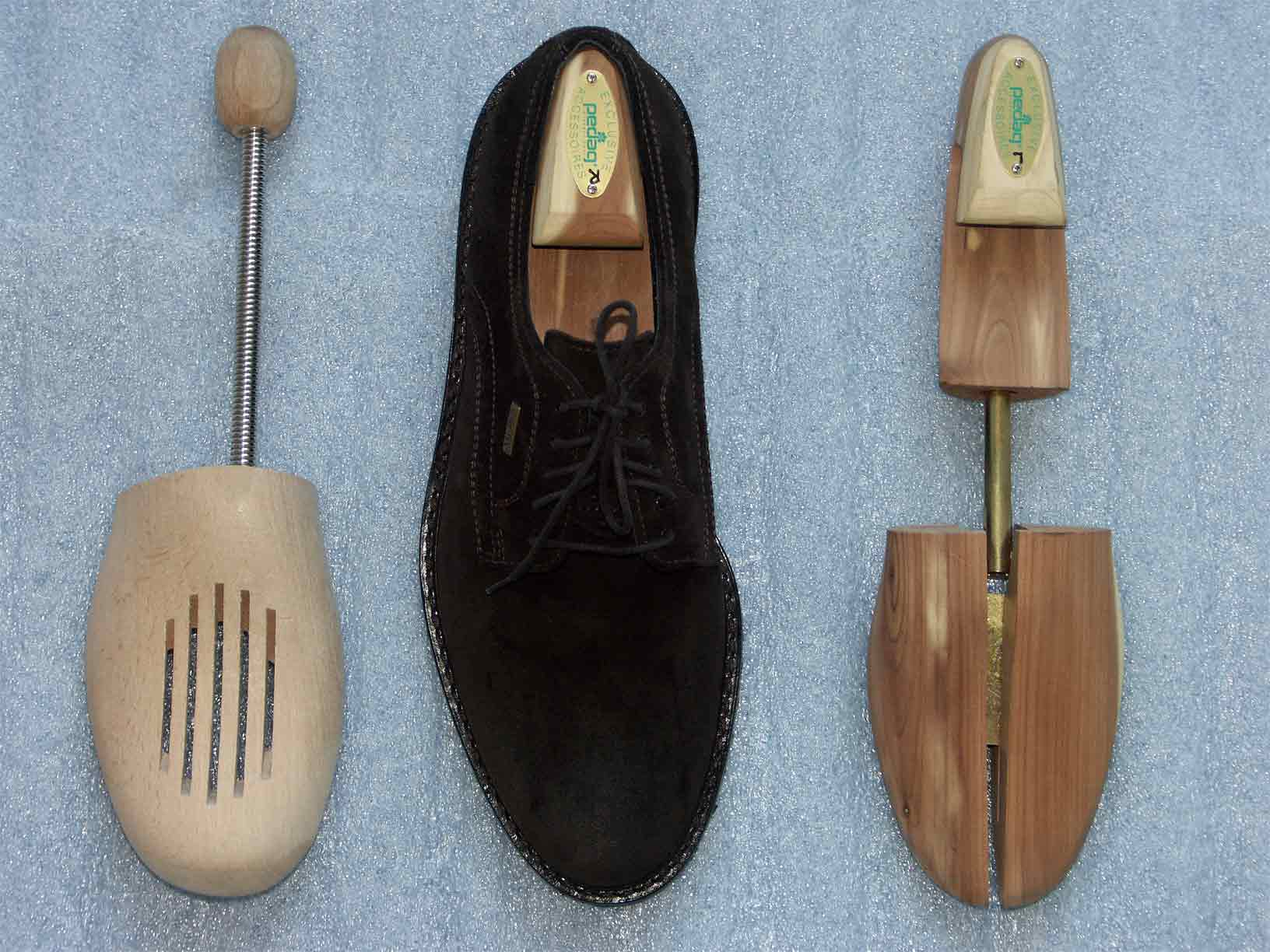
Schoenspanners

Een schoenspanner zorgt ervoor dat het leer van de schoen in een mooie staat en goed van vorm blijft.

## Werking
Wanneer een schoen gemaakt wordt, dan trekt men het leer op de leest. Hiermee wordt het leer op spanning gebracht waardoor het de uiteindelijke pasvorm krijgt. Een schoenspanner zorgt ervoor dat het leer op spanning blijft en daardoor zijn pasvorm behoudt.
Door het dragen van leren schoenen ontstaan er veelal kreukjes in het leer. Dit is vooral bij de neus van de schoen goed te zien. Het is raadzaam om na gebruik altijd direct een schoenspanner in de schoen te plaatsen. Het leer is dan namelijk nog warm en vormbaar. Als het leer afkoelt en krimpt, dan blijft het in de juiste vorm door de schoenspanner.

## Materialen
Schoenspanners worden van verschillende materialen gemaakt. De drie meest voorkomende materialen zijn: cederhout, beukenhout en plastic.
De schoenspanners gemaakt van onbehandeld cederhout hebben, door de kenmerken van het hout, ook een vochtonttrekkende en geurneutraliserende werking. Na een aantal jaar is het aangeraden om met een zeer fijne korrel het oppervlak van de schoenspanners te schuren. Dit om de werking terug te verbeteren.

## Techniek
Een standaard schoenspanner bestaat uit drie delen. De hiel, de neus en in het midden het spanmechanisme. Daarnaast zijn er luxe versies die in de neus een extra spanmechanisme in de breedte hebben.
Schoenspanners worden veelal in verschillende maten aangeboden. De meest gangbare hebben dubbele maten zoals 40-41, 42-43, etc.

## Keuze van de juiste schoenspanner
Een goede schoenspanner vult de schoen volledig op. Dit betekent dat de neus en de hiel van de schoen volledig worden opgevuld door de schoenspanner.
Schoenspanners met een veer als spanmechanisme en een bol als hielstuk spannen de hiel niet volledig. Bij deze spanners bestaat het gevaar dat er onevenredige spanning in de hiel van de schoen opbouwt waardoor de vorm van de schoen juist verloren gaat.
Gebruik bij voorkeur een cederhouten schoenspanner, met een volledige hiel, die zowel in de lengte als in de breedte spant. Hiermee heeft de schoen de optimale spanning. Cederhout geeft een aangename geur af en onttrekt vocht en nare geurtjes uit de schoen.
Bij de keuze van een schoenspanner is de keuze voor een maatje groter de juiste. Een schoenspanner moet immers spannen.